# Jimmy Sham

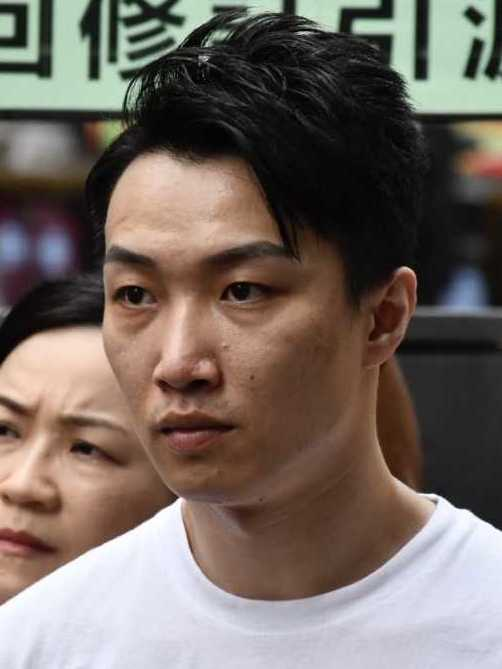
Jimmy Sham em uma marcha

Jimmy Sham Tsz-kit (em chinês: 岑子杰; Hong Kong britânico, 27 de junho de 1987) é um político e ativista anti-chinês de Hong Kong, além de ativista dos direitos LGBT. Ele é o porta-voz da Frente Civil dos Direitos Humanos (FCDH). Ele é secretário da organização LGBT Rainbow de Hong Kong. Ele é um membro vitalício da Liga dos Social Democratas e foi eleito legislador nas eleições de 2019.

## Vida
Sham nasceu e foi criado em uma família uniparental e concluiu o ensino médio em 2006. Depois de se formar, trabalhou como assistente legislativo e depois ingressou na Rainbow Action, uma ala da Frente Civil dos Direitos Humanos que promove os direitos LGBT. Começou ativamente na Frente em 2008 e participou do bloqueio de uma avenida nos protestos de julho de 2011, pelos quais foi preso por "reunião ilegal". Participou dos protestos de Hong Kong em 2014 e tornou-se um convocador da Frente em 2015 por um período de um ano.
Em 2018, se formou no Hong Kong Community College com um diploma em serviço social e retomou suas atividades como convocador da Frente.

### Sexualidade
Sham é abertamente gay e se casou com o namorado, comissário de bordo, na cidade de Nova Iorque em 2014. Ele se tornou o principal ativista dos direitos LGBT em Hong Kong. Como secretário, ele é responsável pela organização das marchas do orgulho gay e participou como apresentador de um programa de rádio dedicado às pessoas LGBT.

### Protestos em 2019
Sham participa ativamente das marchas antigovernamentais no âmbito dos protestos em Hong Kong em 2019. Ele excedeu suas expectativas quando esperava uma marcha de 300.000 pessoas e a marcha terminou com uma multidão que excedeu um milhão de pessoas. Na marcha de 16 de junho, cerca de dois milhões de pessoas foram convocadas. Em uma entrevista de rádio, em seus protestos, ele exigiu a renúncia do executivo de Hong Kong, Carrie Lam.

## Assédio e agressões físicas

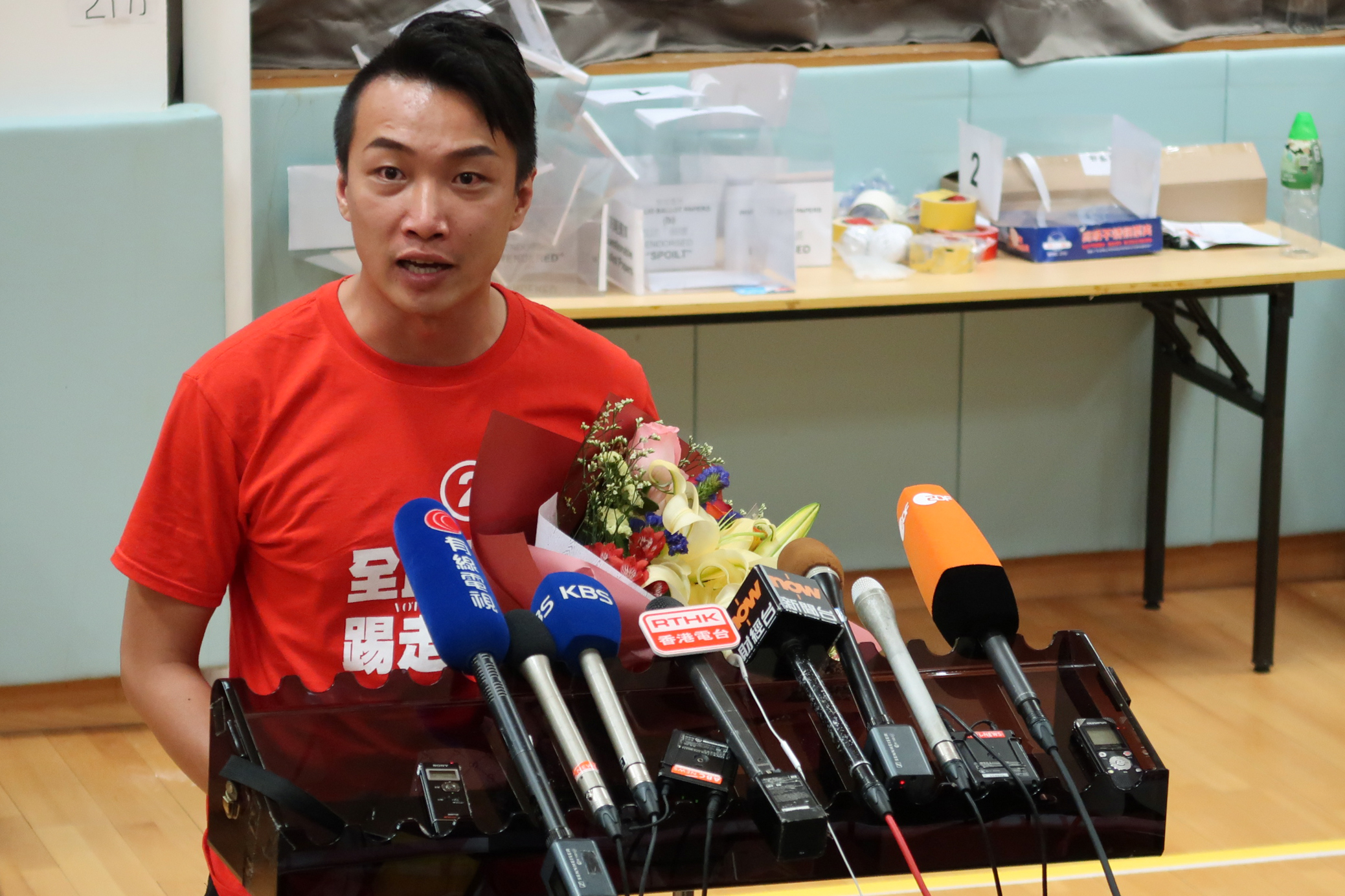
Jimmy Sham fala depois de vencer a eleição

Em 2019, uma legisladora pró-Pequim enviou um vídeo para o Facebook, criticando a orientação sexual de Sham e dizendo que ele o usou para ganhar terreno no campo pró-democrático da cidade. 
Em agosto de 2019, foi atacado na sede da Frente por um grupo de 30 pessoas. Foi insultado com linguagem vulgar e homofóbica. No mesmo dia, ele e seu amigo Lo foram atacados com um taco de softball e um tubo de metal. Lo foi levado para o hospital. Sham não sofreu ferimentos.
Em 16 de outubro de 2019, Sham sofreu seu pior ataque. Enquanto caminhava em direção a uma reunião da Frente, ele foi atacado com martelos na rua por quatro ou cinco homens no distrito de Kowloon. Ele foi transferido, sangrando gravemente, para o hospital Kwong Wah.